# Ça vous pousse dessus
Ça vous pousse dessus (titre original : It Grows on You) est une nouvelle de Stephen King publiée pour la première fois en 1973 dans le magazine Marshroots, puis reprise dans le recueil Rêves et Cauchemars en 1993. Cette histoire fournit un épilogue au roman Bazaar. Elle est nommée pour le prix Locus de la meilleure nouvelle courte 1983.

## Résumé
À Castle Rock, des vieux parlent de tout et de rien mais surtout de la Maison Newall, une bâtisse qui s'agrandit au fil des années alors que des évènements bizarres se produisent dans ses alentours.

## Genèse
La nouvelle a été publiée initialement dans le numéro 1 (Vol. 3) d'automne 1973 du magazine américain Marshroots, puis incluse vingt ans plus tard dans le recueil Rêves et Cauchemars. 